# Karel Podrazil
Karel Podrazil (Praga, 2 gennaio 1905 – 8 gennaio 1973) è stato un calciatore cecoslovacco, di ruolo attaccante.

## Carriera

### Nazionale
Il 28 ottobre 1926 debutta contro l'Italia (3-1).

## Palmarès

### Club

#### Competizioni nazionali
- Campionato cecoslovacco: 2

Viktoria Zizkov: 1927-1928
Sparta Praga: 1931-1932